# ふくつミニバス

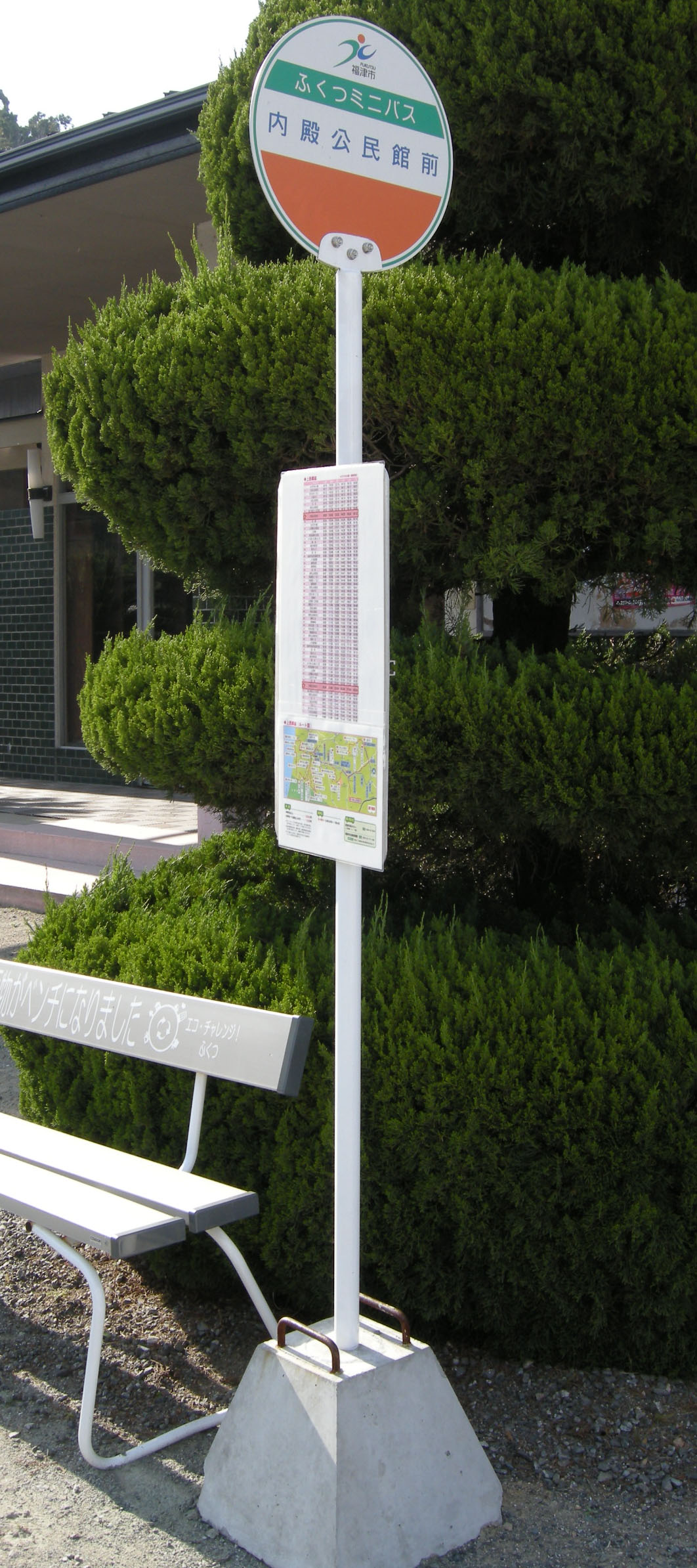
ふくつミニバスのバス停

ふくつミニバスは、福岡県福津市にて運行しているコミュニティバスである。

## 概要
福津市内各地を運行するコミュニティバスで、それまでJR九州バスが運行していた「駅バスふくま〜る」の東福間・若木台ルート、西鉄バス宗像が運行していた旧福間町と旧津屋崎町を結ぶシャトルバスを代替して2008年4月1日より運行開始している。福津市内の廃止された西鉄宮地岳線・西鉄バス路線・JR九州バス直方線の旧沿線地域や、もともとバス路線がなかった地域も運行している。
地元の福津市に本社を置くタクシー会社の福栄タクシーと宗像平和タクシーが運行する。
- 運賃は1回利用200円均一（中学生以上）、小学生は100円。市内の高齢者（70歳以上）及び障害者は運賃半額。中学生以上はWAON決済の利用で割引が適用され、180円となる。ただし、車内でWAONの取得およびチャージはできない。
  - 2路線以上を乗り継ぐ場合、「ミニバス乗り継ぎ券」を利用すると2路線目の運賃は半額に、3路線目は無料になる。
- 日曜・祝祭日および12月29日から1月4日は運休。

## 沿革
- 2008年4月1日 - 運行開始。津屋崎線、上西郷線、上西郷線A、勝浦線、東福間線、若木台線、東福間・若木台線を設定。
- 2011年4月1日 - ダイヤ改正。東福間線、若木台線を廃止（全時間帯において東福間・若木台線を運行）。ほか一部路線の区間変更。
- 2014年4月1日 - ダイヤ改正・路線再編。福間周回線を新設[1]。路線番号を設定。
- 2015年4月1日 - ダイヤ改正。上西郷線を延長[2]。

## 現行路線
以下の路線がある。

### 津屋崎線
渡公民館前 → 千軒通り → 教安寺前 → 堅川 → 末広西 → 末広公民館前 → 末広西 → 新海 → 福津市役所津屋崎庁舎 → 津屋崎 → 東町 → 宮地浜 → 宮司コミュニティセンター → 宮司4丁目 → 宮地岳宮前 → カネモリ食品前 → 中央公民館 → ふくとぴあ → 福津市役所福間庁舎 → JR福間駅 → 原町1区 → 原町公民館東口 → 粟島神社前 → 有弥の里2丁目 → 有弥の里1丁目 → 格納庫前 → 原町2区 → 原町公民館西口 → 寺田公園前 → 百田公園前 → 原町ロータリー → 花見第1団地前 → 名糖前 → 花見の里3丁目 → 南町公民館前 → 福間漁港 → 西福間3丁目2 → 西福間3丁目1 → 緑町公民館前 → 本町 → 郵便局前 → 福間松原 → JR福間駅 → （この間往路と逆の経路） → 渡公民館前
※矢印方向のみ運行
旧津屋崎町中心部（旧津屋崎駅周辺）を起終点とし、福津市中心部、福津市南西部のかつてJR九州バスが運行されていた粟島神社周辺や旧西鉄福間駅周辺部を運行する。
朝1便のみ南町公民館前 - JR福間駅間の区間便として運行される。
福栄タクシーが運行する。

### 上西郷線
舎利蔵公民館前発
舎利蔵公民館前 → 本木入口 → 本木中 → 立石 → 八並公民館前 → 立石 → 畦町公民館前 → 第2朝日ヶ丘団地 → 内殿公民館前 → 内殿 → なまずの郷 → 上西郷公民館前 → 上西郷 → 板見坂集会所前 → ふれあい広場ふくま → 鞍掛 → 総合病院前 → 両谷入口 → 四角 → 福津市役所福間庁舎 → JR福間駅 → （この間津屋崎線JR福間駅 - 西福間3丁目1 - JR福間駅間と逆の経路） → JR福間駅 → 福津市役所福間庁舎 → （この間往路と逆の経路） → 立石 → 八並公民館前 → 八並北口 → 若木台6丁目1 → 久末公民館前 → みずがめの郷 → 久末公民館前 → 若木台5丁目1 → 若木台幼稚園前 → 渡辺クリニック前 → JR東福間駅（若木台口）
JR東福間駅発
JR東福間駅（若木台口）→ （この間上記と逆の経路） → 八並公民館前 → （この間上記と同一経路） → 八並公民館前 → （この間上記と逆の経路） → 舎利蔵公民館前
A
八並公民館前 → 立石 → 本木中 → 本木入口 → 畦町 → 朝日ヶ丘団地 → 内殿 → なまずの郷運動公園入口 → 西郷 → 鞍掛 → 総合病院前 → 四角 → 福津市役所前 → JR福間駅
※いずれも矢印方向のみ運行
東福間駅を起終点に、福津市南東部の山間部を経由する。福津市南西部では上記の津屋崎線と逆の経路を通る。
Aは部分的に短絡したルートを通っており、朝通勤時1本のみ運行。
宗像平和タクシーが運行する。

### 勝浦線
福津市役所津屋崎庁舎 - 新海 - 堅川入口 - 末広東 - 塩浜口 - 塩浜公民館前 - 新町 - 奴山口 - 勝浦診療所前 - 勝浦小学校前 - 東 - 勝浦浜 - あんずの里 - 桂区 - 練原 - 津屋崎園前 - 奴山公民館前 - 昭和学園前 - 生家公民館前 - 生家サンドリーム前 - 大石 - 須多田公民館前 - 在自 - 星ヶ丘市営住宅前 - 星ヶ丘公民館前 - 星ヶ丘入口 - 宮司ヶ丘 - 宮司ヶ丘入口 - 宮地岳宮前 - 宮司4丁目 - 宮司コミュニティセンター - 宮司浜2丁目 - 今川橋 - 宮司浜1丁目 - グリーンタウン中央 - 太郎丸 - 大和町 - JR福間駅 - 福津市役所福間庁舎
旧津屋崎町域各地と福津市中心部を結ぶ。
福栄タクシーが運行する。マイクロバスを使用する。

### 東福間・若木台線
午前
JR東福間駅（若木台口） → 渡辺クリニック前 → 若木台幼稚園前 → 若木台5丁目1 → 若木台6丁目1 → 八並北口 → 若木台6丁目1 → 若木台6丁目2 → 若木台6丁目3 → 若木台5丁目2 → 若木台4丁目 → 若木台3丁目1 → 若木台3丁目2 → 若木台2丁目1 → 若木台2丁目2 → JR東福間駅（若木台口） → 津丸公民館前 → 津丸入口 → 通り堂 → JR東福間駅（東福間口） → 東福間郵便局前 → 東福間公民館前 → 神興小学校前 → 神興幼稚園前 → 東福間8丁目1 → 東福間8丁目2 → 東福間団地集会所前 → 東福間7丁目 → 東福間3丁目大隈酒米店前 → 東福間3丁目ヤマザキショップ前 → JR東福間駅（東福間口） → 通り堂 → 津丸入口 → 津丸公民館前 → JR東福間駅（若木台口）
午後
JR東福間駅（若木台口） → 若木台2丁目2 → （この間午前と逆の経路） → 若木台6丁目2 → 八並北口 → 若木台6丁目1 → 若木台5丁目1 → 若木台幼稚園前 → 渡辺クリニック前 → JR東福間駅（若木台口） → 津丸公民館前 → 津丸入口 → 通り堂 → JR東福間駅（東福間口） → 東福間郵便局前 → （この間午前と同一経路） → 津丸公民館前 → JR東福間駅（若木台口）
東福間駅周辺の住宅地内と東福間駅を結ぶ。一部の区間ではフリー乗降制となっている。
宗像平和タクシーが運行する。

## 車両
ハイエース9人乗り（3ナンバー）のジャンボタクシー車両、同12人乗り（2ナンバー）のバス車両、マイクロバス（リエッセII）が使用される。

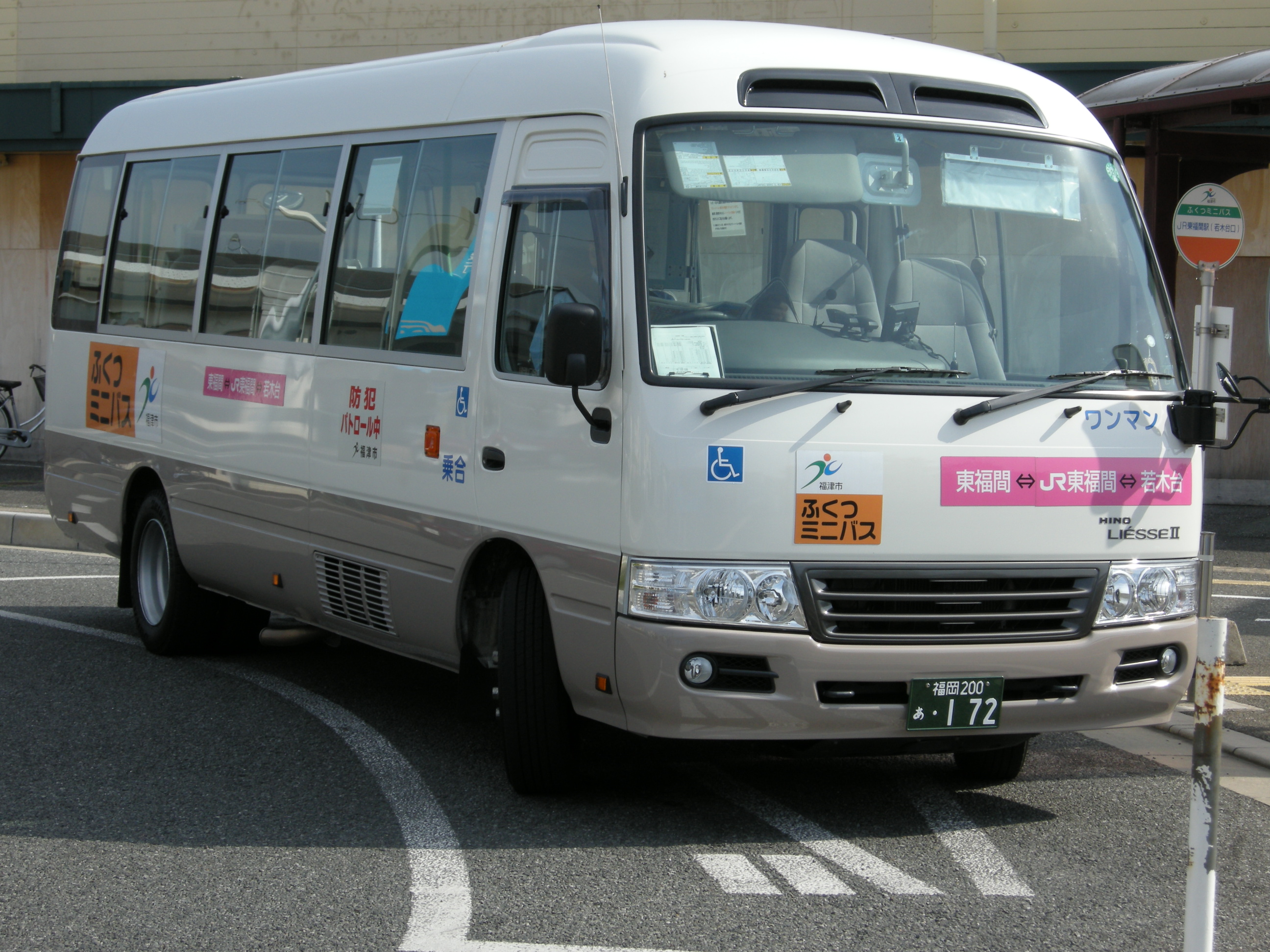
東福間・若木台線 （福栄タクシー）
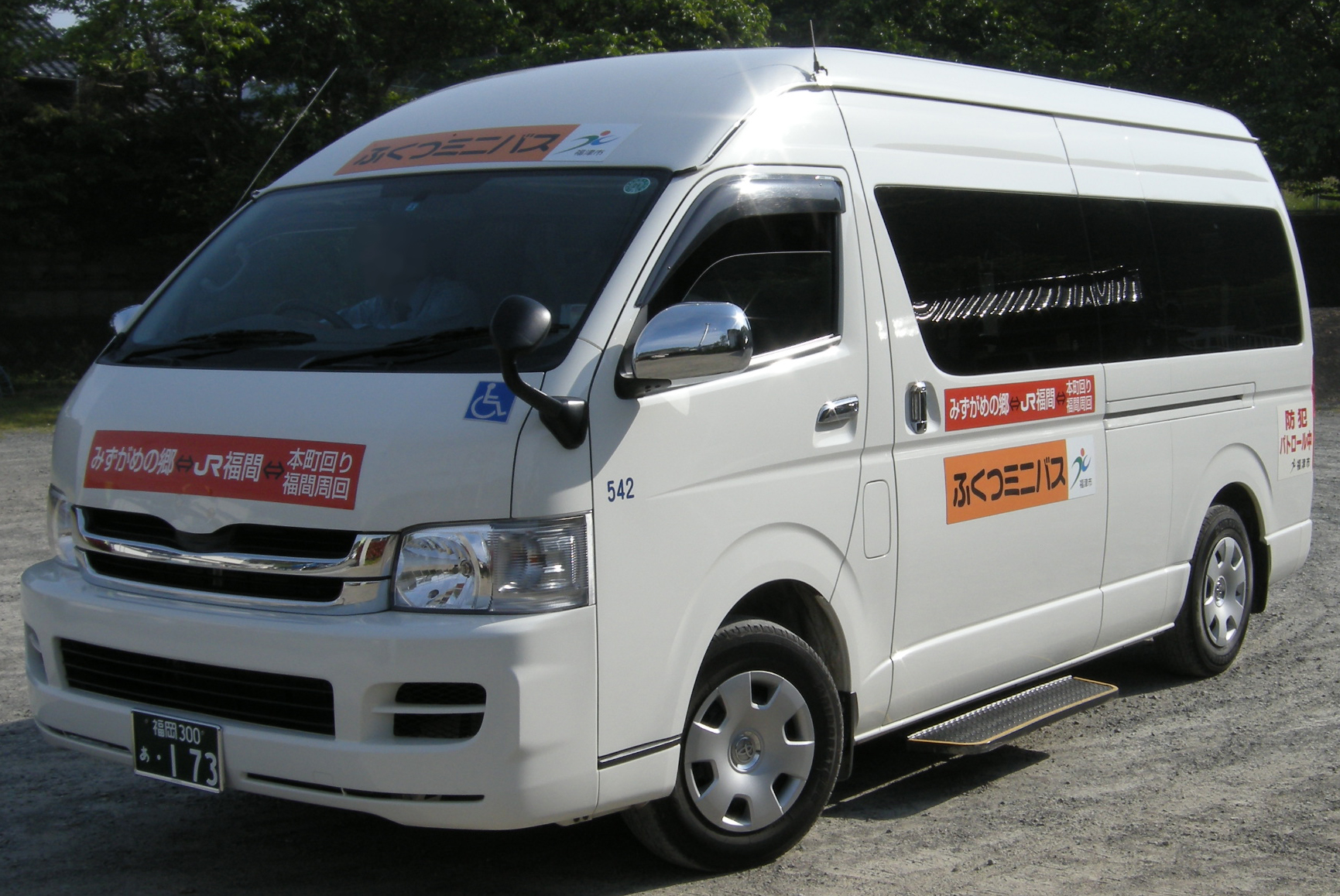
上西郷線 （宗像平和タクシー） トヨタ・ハイエース
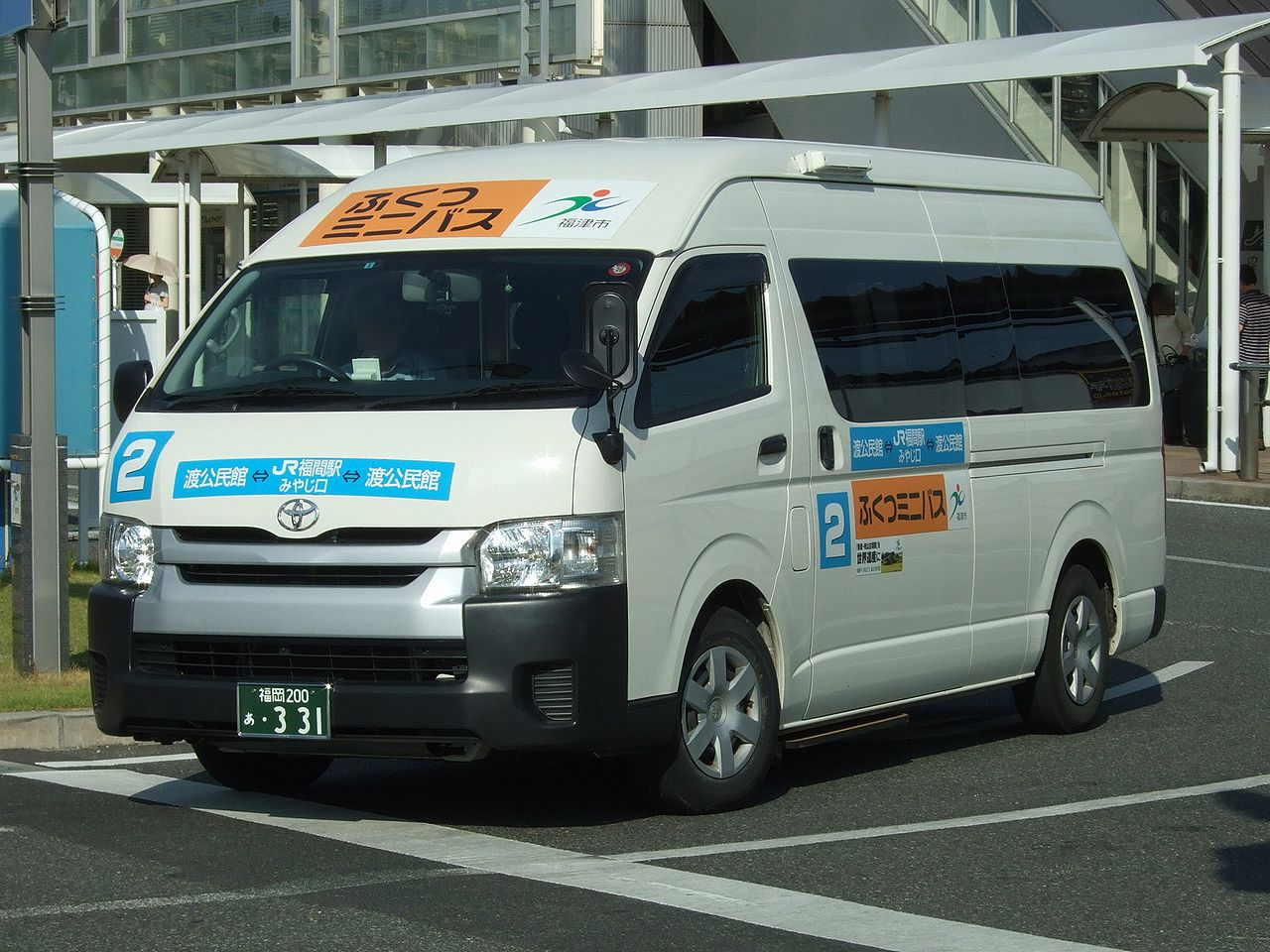
津屋崎線 （福栄タクシー） トヨタ・ハイエース